# Witold Pruszkówski

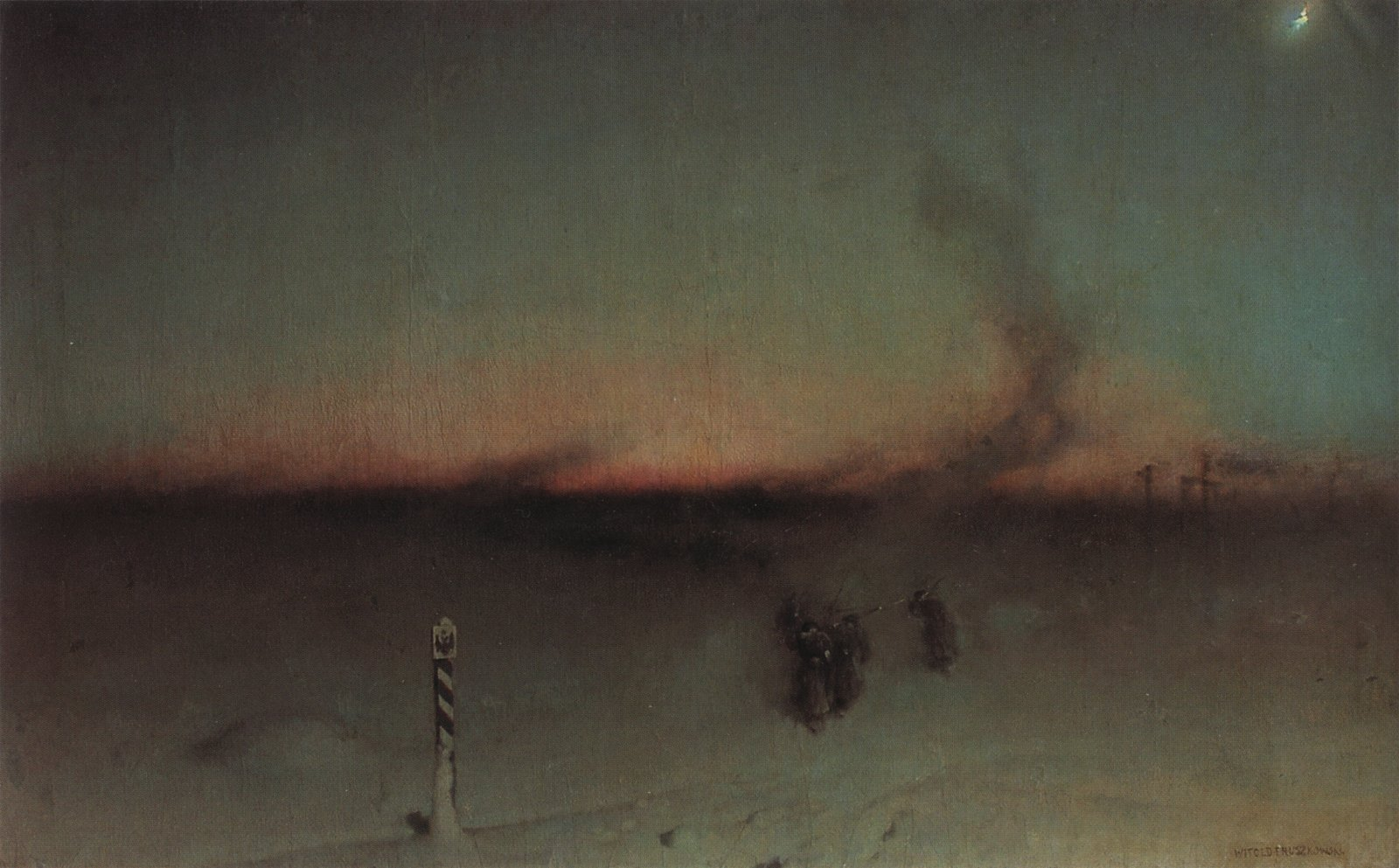
A szibériai száműzetésben (1893)

Witold Pruszkowski (Bershad, 1846. január 14. – Budapest, 1896. október 10.) lengyel festő és grafikus.

## Élete
Gyermekkorát Odesszában és Kijevben töltötte. A családjával 1860-ban kivándorolt Dieppe-be, ő pedig 1866-ban Párizsba költözött, ahol az első rajzórákat Tadeusz Gorecki portréfestőnél, Adam Mickiewicz vejénél kapta.
1869-től 1872-ig a Müncheni Képzőművészeti Akadémián tanult Wagner Sándornál, majd 1872-től 1875-ig a Krakkói Képzőművészeti Akadémián Jan Matejkónál.
1882-ben Mnikówban telepedett le. A következő években a testvérével együtt Algériába, Tunéziába és Olaszországba utazott. Varsóban és Lwówban több kiállítást is rendezett. Később nemzetközi kiállításokon is részt vett, többek között San Franciscóban és Chicagóban.
1892-ben tagja lett az Artur Grottger emlékművét létrehozó bizottságnak.
Halála előtt több évig betegeskedett. Miközben Kolomijában járt, hirtelen eltűnt. Egy budapesti vasútállomáson találtak rá, súlyos kimerültségtől szenvedett, kórházba szállították, ahol két nappal később meghalt.
Bár elsősorban arcképeket és vidéki jeleneteket festett, mégis inkább a tündérmesék és a népi hagyományok ábrázolásáról ismert, pasztellel és olajfestékkel dolgozott. Juliusz Słowacki és Zygmunt Krasiński műveiből is merített inspirációt. Műveiben később megjelenik a szimbolizmus.
Legismertebb műve talán az 1893-ban festett A szibériai száműzetésben. Hosszú évekig nem tudták, hol van, de a második világháború után egy magángyűjteményben találták meg, a kép azóta a lvivi Nemzeti Galériában található.

## Képgaléria

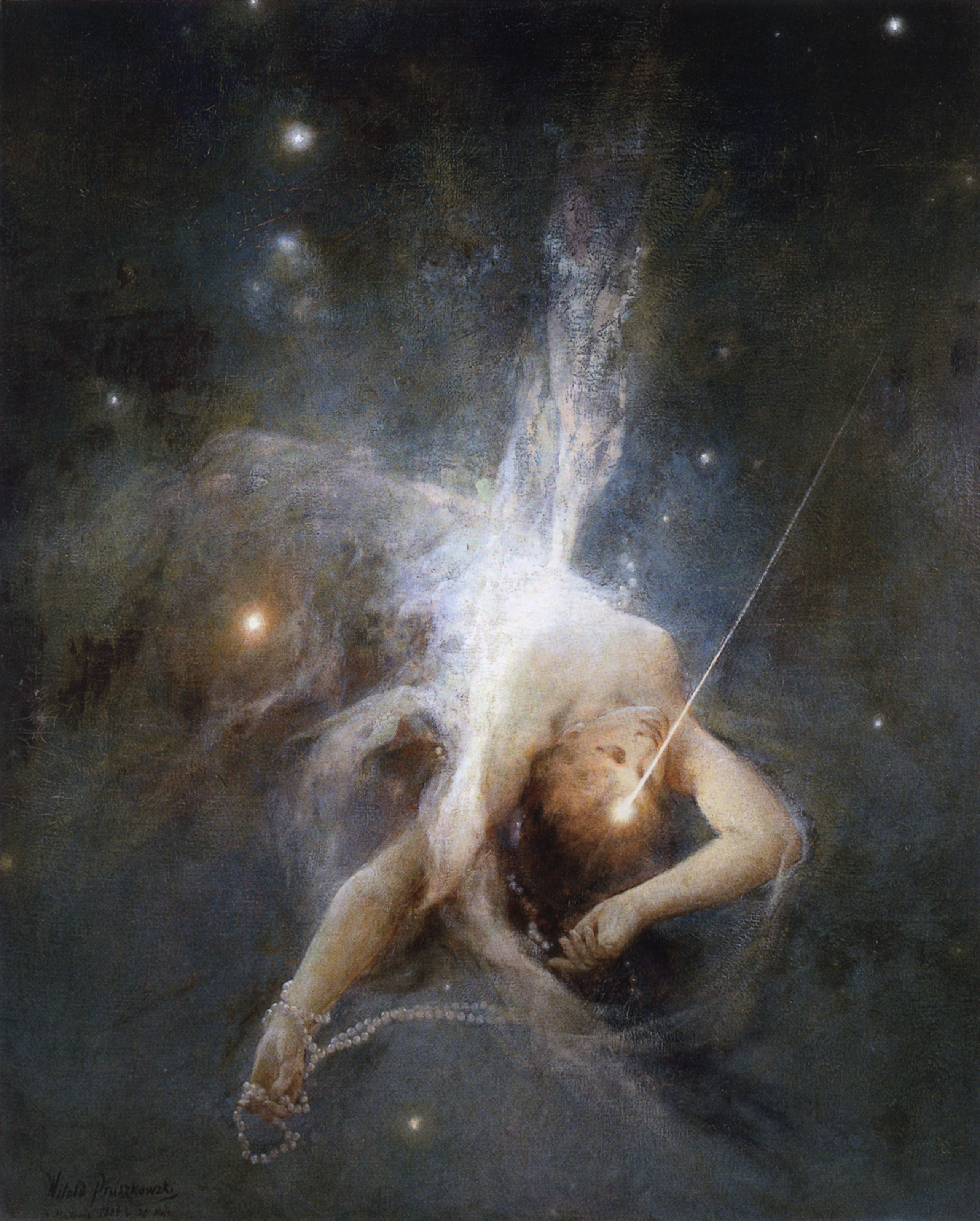
Hullócsillag (1884) Nemzeti Múzeum, Varsó
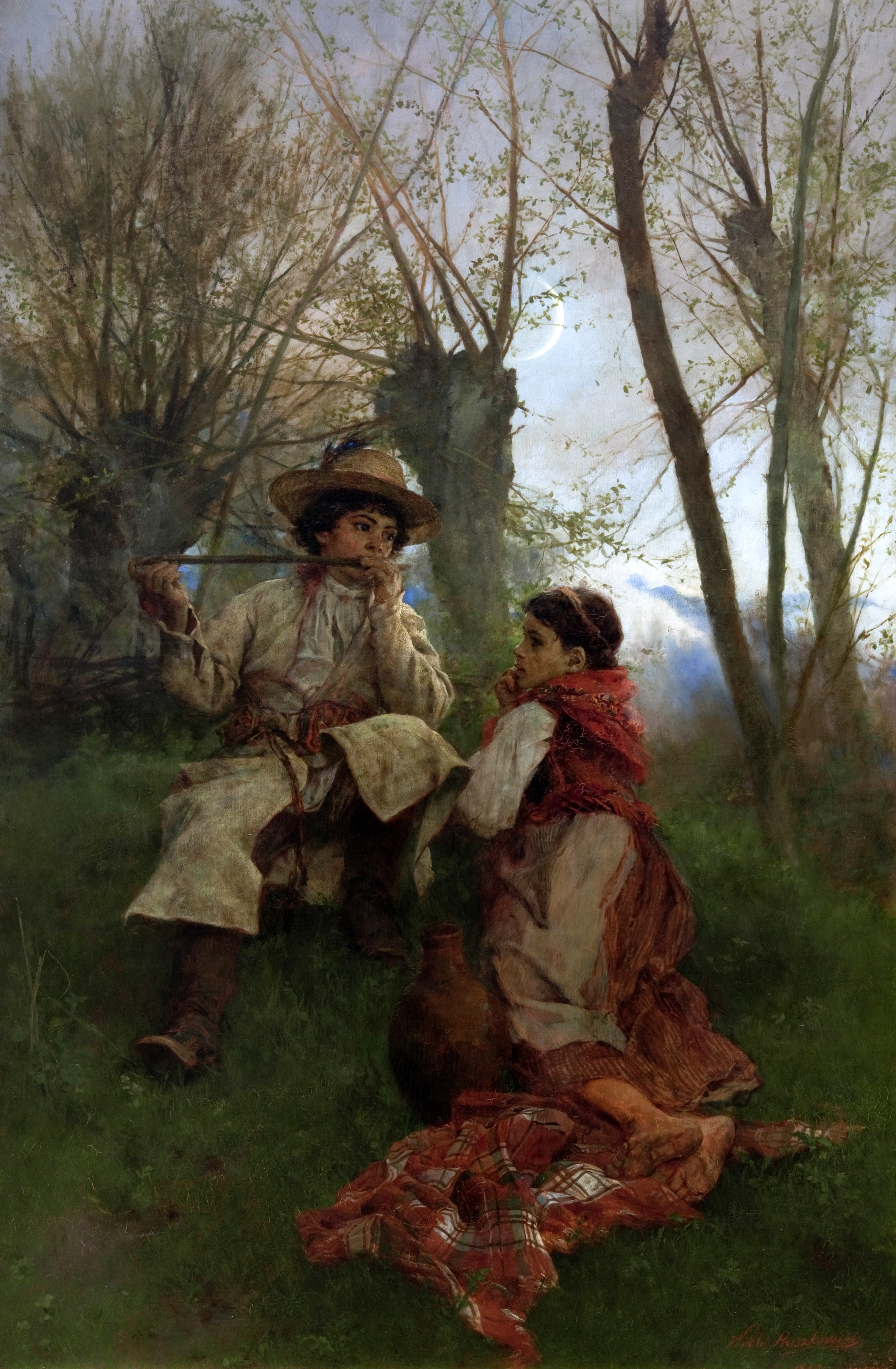
Idill (1880) Nemzeti Múzeum, Krakkó
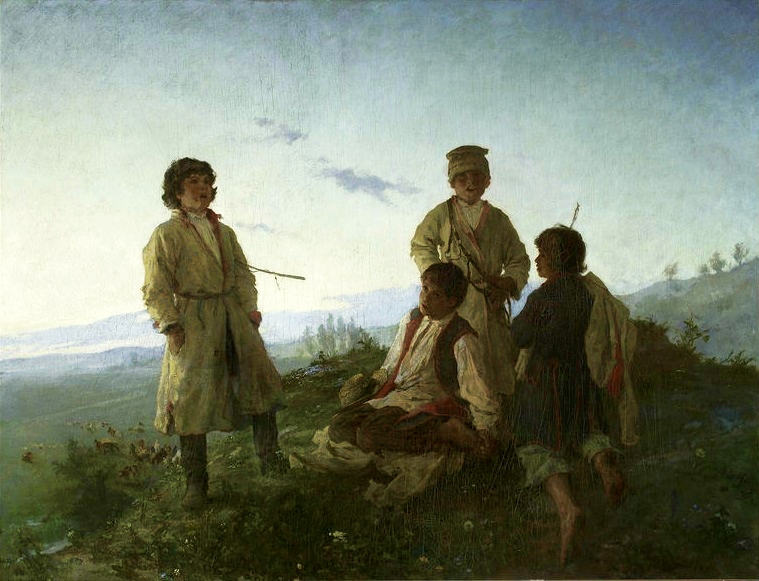
Hajnalhasadáskor (1876) Nemzeti Múzeum, Varsó
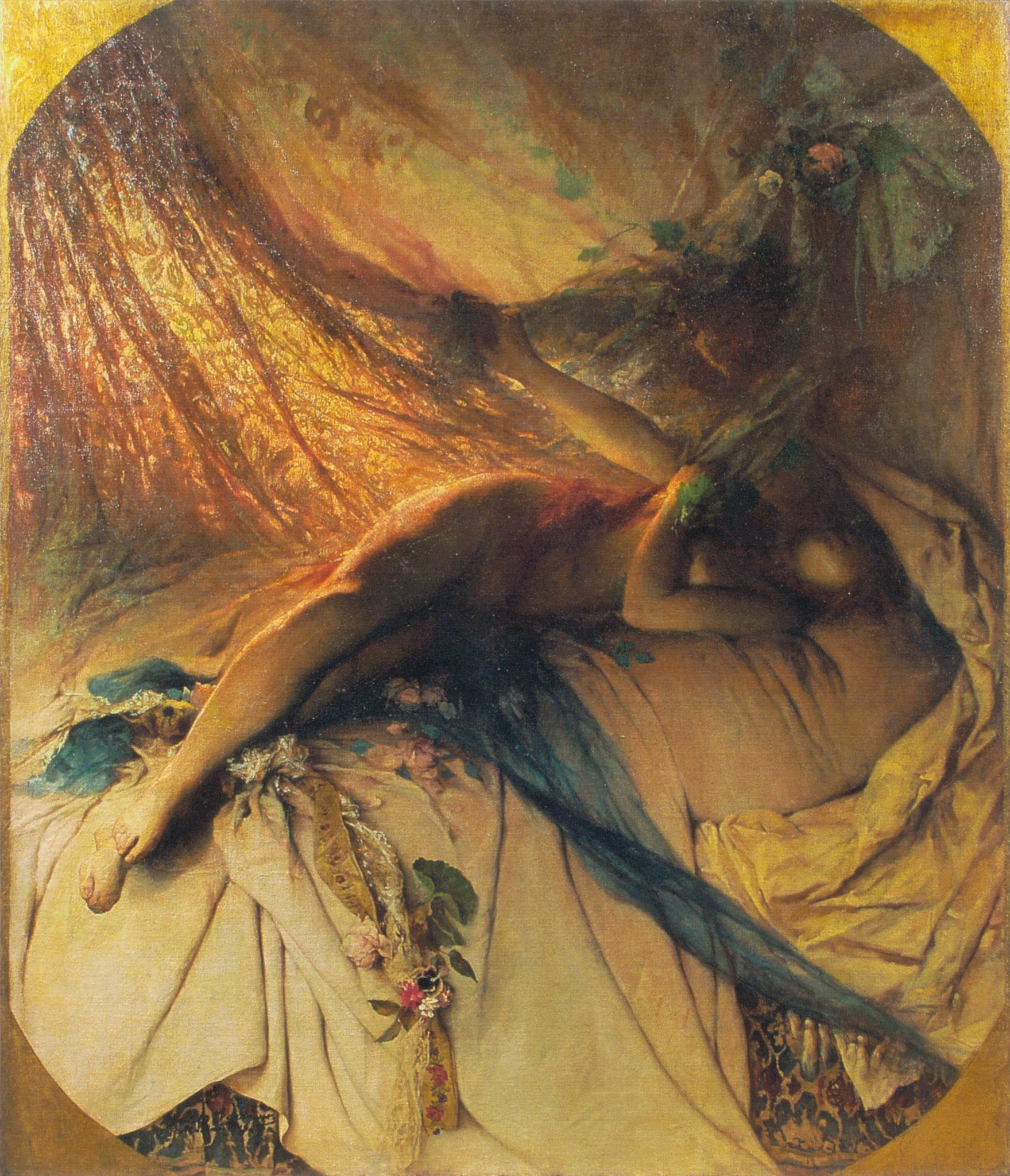
Menád[11] (1885) Nemzeti Galéria, Lviv

## Fordítás
- Ez a szócikk részben vagy egészben  a   Witold Pruszkowski című angol Wikipédia-szócikk ezen változatának fordításán alapul.  Az eredeti cikk szerkesztőit annak laptörténete sorolja fel. Ez a jelzés csupán a megfogalmazás eredetét és a szerzői jogokat jelzi, nem szolgál a cikkben szereplő információk forrásmegjelöléseként.